# Jean-Pierre Dubois (homme politique)
Pour les articles homonymes, voir Jean-Pierre Dubois (homonymie).
Jean-Pierre Dubois, né le 28 juin 1917 à La Chaux-de-Fonds et décédé le 30 mars 1985 dans la même ville, est un médecin et homme politique suisse, membre du Parti ouvrier et populaire.

## Biographie
Fils de Samuel Dubois, enseignant à l'école d'horlogerie, Jean-Paul Dubois est né le 28 juin 1917 à La Chaux-de-Fonds, dans le canton de Neuchâtel. Il étudie la médecine aux universités de Genève et de Paris et se spécialise en médecine interne. En 1948, il s'établit comme médecin à Neuchâtel. Dix ans plus tard, il révèle la présence d'intoxications benzéniques dans l'horlogerie. Membre du Parti ouvrier et populaire, il est élu au Grand Conseil du canton de Neuchâtel en 1965 et y siège jusqu'en 1981. Il est également Conseiller national pendant une législature, de 1967 à 1971. En 1980, il entre au Conseil général (législatif) de La Chaux-de-Fonds. Dans ses différents mandats politiques, il s'est engagé pour une meilleure médecine du travail, pour un développement de l'État social, pour l'égalité entre les sexes et pour la protection de l'environnement.